# 礼成江鉄橋
礼成江鉄橋（レソンガンてっきょう、朝鮮語: 례성강철교 / 禮成江鐵橋）は、朝鮮の京畿道と黄海道の境界を流れる礼成江に架かっていた鉄道橋である。日本統治下の架橋当時は朝鮮鉄道黄海線（のち朝鮮総督府鉄道土海線）が通っており、延安郡（当時）の星湖駅と、開豊郡の礼成江駅の間に位置していた。また、歩道橋と道路橋も架設されていた。
現在は朝鮮民主主義人民共和国（北朝鮮）の領域内にあたる。この橋は朝鮮戦争において破壊され、鉄道橋としては使用されていない。

## 仕様
- 長さ：623.4 m
- 幅：11.6 m 
  - 鉄道：5.2 m
  - 牛馬車・人道：3.2 m[2]

橋の西側は、現在の黄海南道白川郡（架橋当時は黄海道延白郡）である。東側は開城特別市開豊区域（架橋当時は京畿道開豊郡）。

## 歴史
朝鮮鉄道株式会社により、1931年5月に着工、1932年9月に竣工。歴史的に礼成江を渡る交通の中心は碧瀾渡であったが、この鉄橋はそれより北側の地点に敷設された。
朝鮮の解放時には、北緯38度線以南であることから米軍占領地域となり、その後大韓民国の領域に位置した。朝鮮戦争の勃発時にこの橋を爆破しなかったことにより朝鮮人民軍がソウルまで侵攻したことから、蔡秉徳は漢江鉄橋と漢江大橋を爆破したという（ソウル会戦 (第一次)、漢江人道橋爆破事件参照）。
大韓民国国軍と国連軍の北進まで残っていたが、朝鮮民主主義人民共和国が再占領した後、破壊され修復されず土海線は白川線へと短縮された。